# Раждането на лъжата
„Раждането на лъжата“ (на английски: The Invention of Lying)) е щатска романтична комедия от 2009 г., написан и режисиран от комика Рики Джървейс и сценаристът Матю Робинсън в режисьорските им дебюти. Във филма участват Рики Джървейс, Дженифър Гарнър, Джона Хил, Луи Си Кей, Джефри Тамбор, Финоула Фланаган, Роб Лоу, Филип Сиймур Хофман и Тина Фей.
Премиерата на филма се състои в Международния филмов фестивал в Торонто на 14 септември 2009 г. и е пуснат в Съединените щати на 2 октомври 2009 г. от „[[Warner Bros. Pictures]“] и „Focus Features“. Печели 32.7 милиона долара при бюджет от 18.5 милиона.